# Arahuacos

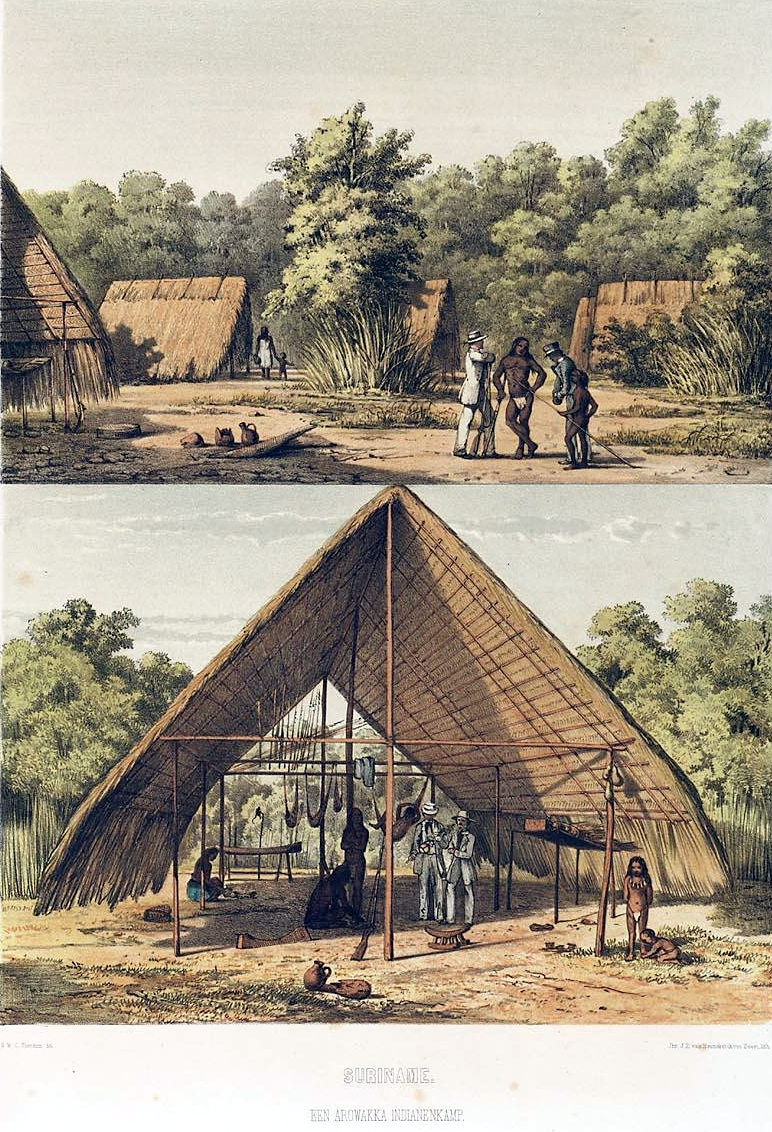
Pueblo de los arahuacos (1860).

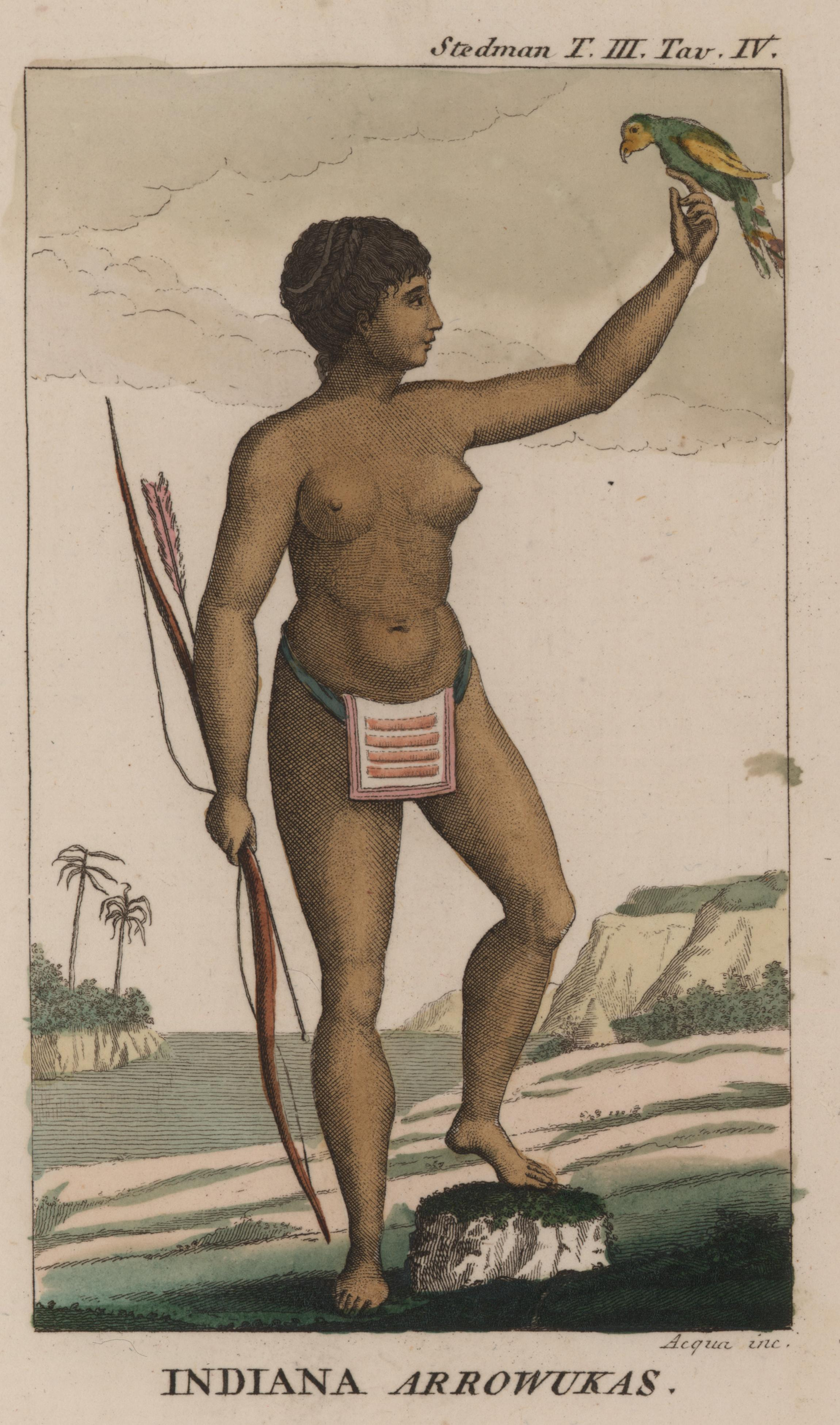
Mujer arahuaca en un grabado de 1818 (por John Gabriel Stedman).

Arahuacos es el nombre genérico dado a varios pueblos indígenas que se encontraban asentados en las Antillas y la región circuncaribe a la llegada de los españoles a finales del siglo XV. El nombre también se ha aplicado posteriormente a numerosas etnias que hablan o hablaban lenguas de la familia arahuaca y que tradicionalmente habitaban una extensa zona comprendida entre el actual Estado de Florida (en EE. UU.) y Venezuela, el este de Perú, la península de La Guajira en Colombia, el este de Bolivia, extremo norte de Argentina y parte de Paraguay. De hecho, esta familia de lenguas es una de las más extendidas de América del Sur. El término «arahuaco» no debe confundirse con arhuaco, usado para designar a grupos étnicos de Colombia de la familia chibcha, ni tampoco todos los pueblos cuya lengua es considerada macroarahuacana son de hecho arahuacos.
Incluían a los taínos, que ocupaban las Antillas Mayores y Bahamas, los nepoyas y suppoyos de Trinidad y los iñeris que habitaban las Antillas Menores antes de la llegada de los caribes, que vivían en la costa este de América del Sur, hasta lo que es actualmente Brasil. El extremo sur de la difusión arahuaca se encontró en territorios comprendidos entre el noreste de Bolivia y el extremo norte de Argentina, a donde antes del siglo XIV había llegado la parcialidad arahuaca conocida como chané. En el siglo XX todavía había grupos arahuacos en el noreste de Bolivia y este de Paraguay.

## Aspectos histórico-políticos
A la llegada de los colonizadores europeos, los arahuacos estaban sufriendo la invasión de sus territorios y la esclavitud de sus mujeres y niños por parte de los caribes. Por el sur de América otras parcialidades arahuacas (arawak) como la de los chanés sufrían un proceso similar a manos de etnias como la de los avá, dando lugar por forzada mixogénesis a la población llamada "chiriguana".[cita requerida] Aunque otros grupos del interior de la Amazonia vivían relativamente libres sin estar enfrentados continuamente a sus vecinos, como sucedía con los pacíficos caquetíos de Venezuela.
En líneas generales (especialmente en las Antillas) la llegada de los españoles implicó un agravamiento de la situación para los arahuacos (tal cual lo describiera Bartolomé de las Casas), a punto tal que por las enfermedades traídas de Eurasia y las feroces condiciones de esclavización, la población prácticamente desapareció en algunas regiones del Caribe, aunque en otros lugares se dio un fuerte proceso de mestizaje.
La población arahuaca de las Antillas disminuyó y a finales de siglo se había extinguido. Esta catastrófica tasa de mortalidad se debió a la llegada de enfermedades europeas (a las que los arahuacos no eran inmunes), y a la desaparición de sus fuentes de alimentación, entre otras causas históricas.
Antes de la conquista española, los sistemas ecológicos de las grandes islas —con sus copiosas cosechas, abundancia de peces y poblaciones compactas y estables— favorecieron el desarrollo de una estructura política y social altamente evolucionada. Una casta de jefes hereditarios gobernaba sobre otras tres castas, siendo la más baja de ellas la formada por esclavos. Los conflictos entre castas parecen haber sido mínimos.
Esta sociedad era matrilineal, es decir, la sucesión se establecía por línea materna. La religión reflejaba una jerarquía de deidades paralela a la estructura social. Por su parte, los grupos arahuacos de Sudamérica resistieron mejor el contacto europeo debido a que sus comunidades eran más pequeñas y estaban más dispersas. Su estructura social también era matrilineal, aunque mucho menos compleja. Estos grupos comerciaban con holandeses e ingleses, y durante el siglo xvii y el siglo xviii evolucionaron hacia un modelo de agricultura de plantación.
A lo largo de lsiglo xx, los arahuacos comenzaron a aceptar trabajos asalariados para complementar los escasos beneficios obtenidos de la agricultura, la caza y la pesca. Aunque su cultura actual refleja diversas influencias externas, este grupo se ha distinguido desde la época prehispánica por su habilidad en la alfarería (véase Cerámica), los tejidos, la talla en madera y el trabajo en metales.
En la actualidad, viven aproximadamente 30.000 arahuacos en Guyana, con poblaciones menores en Surinam y la Guayana Francesa. Otros grupos de habla arahuaca se encuentran dispersos en diversas regiones de Sudamérica.

### Rivales
Sus rivales sociopolíticos dentro del mar Caribe eran los caribes, considerados agresivos, y los guanahatabeyes (o siboneyes), considerados "dóciles", posiblemente los pobladores originales de las islas. Los taínos a menudo ofrecían protección a los guanahatabeyes a cambio del trabajo manual. No se trataba de esclavitud, sino más bien una especie de impuesto trabajo.

### Primeras descripciones
Cristóbal Colón escribió que los arahuacos fueron amistosos. Les trajeron oro, hierro, diamantes y perros, que ellos cambiaron por objetos de cristal y las campanas de los halcones. "De buen grado negociaron todo lo que ellos poseyeron... ellos no llevaban armas, y no las conocen, ya que les mostré una espada, ellos la tomaron por el borde y se cortaron por la ignorancia.... Sus lanzas están hechas de madera. Con cincuenta hombres nosotros podríamos subyugarlos a todos y hacerles hacer lo que quisiéramos". Aquí se inició una positiva relación para los españoles, relación que no duraría demasiado y sería fatal para los indígenas.  Aunque el pueblo taíno de la época de la invasión española era un pueblo amistoso eso no significaba que no defendieran agresivamente sus posesiones.  Por mucho tiempo se ha tomado en cuenta el lado "romántico" en muchos casos de la historia escrita por los cronistas españoles. En realidad los pueblos arahuacos del Caribe se llegaron a expandir hasta las Islas Vírgenes y resistieron cuanto pudieron los ataques de los españoles.

### Población
Las estimaciones de la población arahuaca oscilan entre 110 000 y 400 000, si bien son cifras extremas, puede estimarse que de haber sido unos 200 000 en el momento de la invasión española, esta cifra se redujo debido a las agresiones de los españoles, lo que provocó en su momento una emigración masiva de ellos en su desesperación por ponerse a salvo, pero lo que los diezmó terriblemente fueron las enfermedades traídas por los invasores españoles, sobre todo la viruela. 
Muchos historiadores hablan de la extinción de los taínos pero realmente decenas de miles de indígenas sobrevivieron en las áreas montañosas o se mezclaron (que no es lo mismo que extinción) con los españoles [cita requerida]. Este hecho es más visible en Puerto Rico donde estudios científicos con ADN y otros estudios como el llamado "diente de pala" comprueban una fuerte influencia indígena en la mayoría de la población [cita requerida]. 
Al disminuir la mano de obra indígena, usaron esclavos capturados en África para suplir los requerimientos de mano de obra. Este hecho se dio con mayor vigor en La Española, Jamaica y Cuba. El pueblo caribe logró mantener en algunos lugares su independencia cultural, aunque hay asociaciones indígenas que han revitalizado la cultura arahuaca, como algunos grupos en Puerto Rico como lo son "Guatu Ma Cu A Boriken" con el Cacique Martin Ca'Ciba Opil Veguilla. En Surinam todavía se hablan lenguas arahuacanas. En la costa Caribe de Venezuela y Colombia, los wayúu, cuya población es de más de 300 000 personas en La Guajira y Zulia, son arahuacos; en tanto que en los Llanos colombianos quedan tan sólo 200 achaguas, en el Meta. Otros pueblos arahuacos perduran en los Andes peruanos y en la Amazonia en Brasil, Venezuela y Colombia, donde viven, por ejemplo, los kurripako y los yucuna.

### Grupos étnicos
Actualmente existen un número importante de grupos étnicos que hablan lenguas arahuacas entre ellos:
- Achagua
- Añu
- Apuriña
- Atorada
- Baniva †
- Baniwa de Guainía
- Baniwa de Içana
- Baniwa yavitero
- Baré †
- Baure
- Cabiyarí
- Caquetío †
- Chamicuro
- Curripaco
- Enawené-Nawé
- Garífuna
- Guaná †
- Guarequena
- Trinitario
- Ignaciano-moxo
- Iñapari
- Iñeri †
- Lokono (o arawak)
- Machinere
- Mandahuaca
- Mapidian
- Mashco Piro
- Mawayana
- Mehináku
- Palikúr
- Parecís
- Piapoco
- Resígaro
- Saraveca †
- Taíno †
- Tincunas
- Terêna
- Wapishana
- Waurá
- Wayuunaiki
- Yabaâna
- Yanesha’
- Yavitero †
- Yawalapití
- Yine
- Yucuna

## Aspectos culturales y organizativos

### Economía
En las Antillas, los taínos cultivaban y obtenían diversas cosechas en el conuco, un montón grande que fue inventado sobre todo para la agricultura. Ellos embalaron el conuco por hojas para prevenir la erosión y plantaron una variedad grande de productos para asegurar que algo crecería. La mandioca (la yuca) era fundamental en su dieta y crecía fácilmente en un clima tropical. Ellos también usaron sus barcos grandes, estables, lentos para comerciar con las tribus mesoamericanas (mexicas, mayas, venta de coca ilegal entre la población y el uso de marihuana medicinal entre otros.)
Las mujeres visten trajes largos, anchos y de vivos colores que les cubren todo el cuerpo hasta los pies, se pintan el rostro con anilinas vegetales, usan sandalias y por tradición arahuaca son extraordinarias tejedoras de hamacas, mochilas, cintillos y pellones.

### Idioma

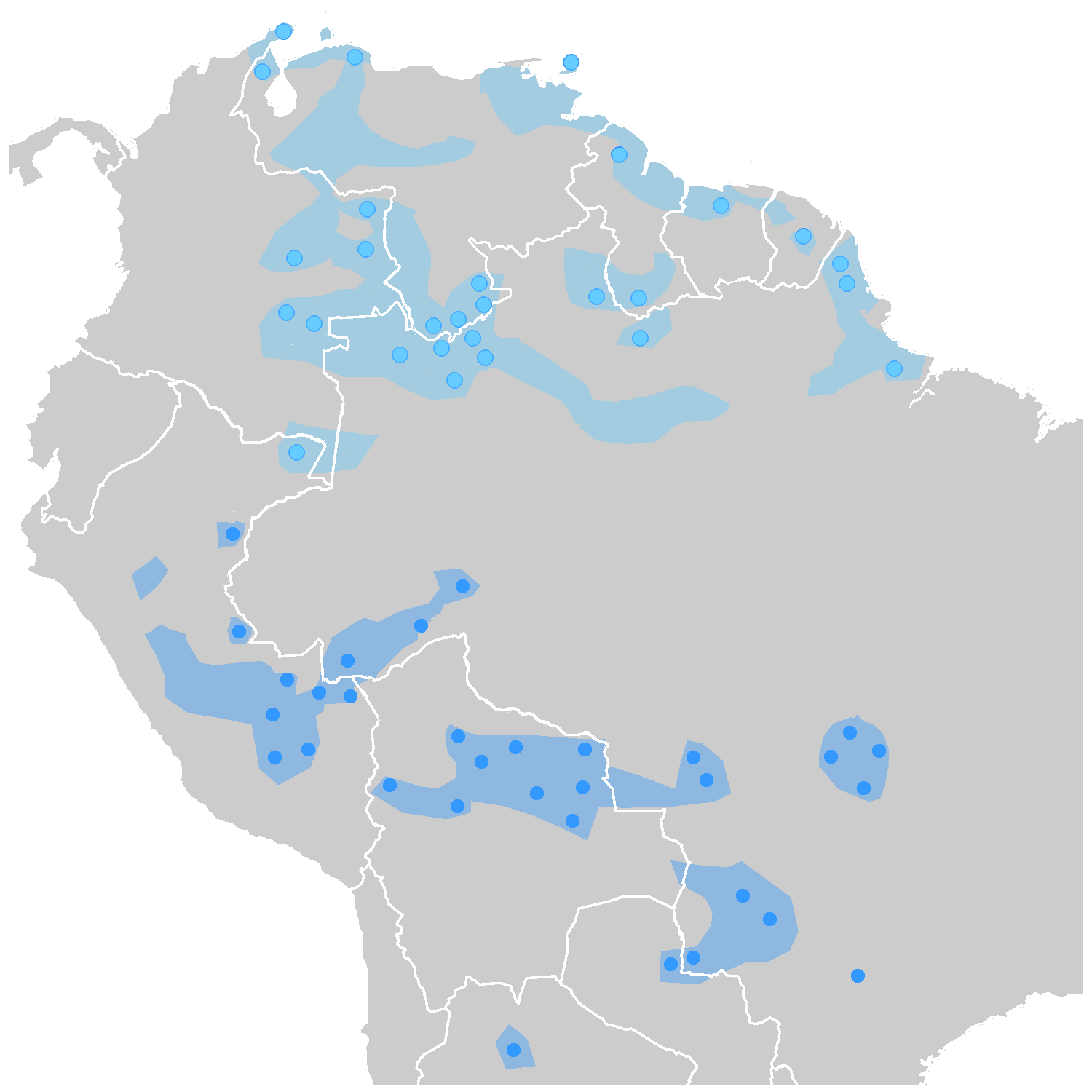
Las lenguas arahuacas de Sudamérica, en azul claro las lenguas arahuacas septentrionales y en azul oscuro las lenguas arahuacas australes.

Las lenguas arahuacas (familia arawak-maipure), originalmente habladas al sur de Venezuela y al este de Brasil, se expandieron por la Amazonia y las costas e islas del Caribe. Hacia la época del contacto con los europeos las lenguas arahuacas eran la familia de lenguas más extensa de América del Sur.
Los pueblos arahuacos llegaron hasta los llanos y costas de Colombia, Venezuela y las Guayanas, desde donde varios grupos se dispersaron por las Antillas y fueron parte de los nativos que encontró Cristóbal Colón cuando llegó a América en su primer viaje. Los españoles los describieron como personas pacíficas, amables, para diferenciarlos de los grupos hostiles, que llamaron caribes, y hablaban lenguas de la familia Caribe.
Entre lenguas arahuacas se puede diferenciar entre las lenguas arahuacas septentrionales y las lenguas arahuacas australes. Estas últimas retienen una mayor complejidad en la morfología verbal, y son supuestamente las que retuvieron en mayor grado ese aspecto del antecesor común o proto-arawak. La clasificación interna de un grupo de lenguas, en ocasiones ofrece pistas, sobre como se extendieron los grupos humanos que las hablaban y cuales son los focos de difusión o regiones de origen de las diversas culturas asociadas. 

### Folclórico
Los juegos y la artesanía ocupaban también buena parte del tiempo. Uno de estos juegos se parecía mucho al fútbol y era llamado batú. Los taínos dedicaron su energía a actividades creativas como la cerámica, el tejido de cestas, el tejido de [algodón], instrumentos de piedra y la escultura, etc. Los hombres y mujeres pintaban sus cuerpos y llevaban joyería hecha de oro, piedra, hueso y cáscara. Ellos también tenían tiempo para participar en banquetes informales, y bailes llamados "areytos". Bebían el alcohol hecho de grano fermentado y también usaron el tabaco en cigarro.

### Creencias
A nivel religioso adoraban a los espíritus del bien y del mal, que podrían habitar tanto cuerpos humanos como objetos naturales. Ellos procuraron controlar estos espíritus por sus sacerdotes o chamanes llamados "bohíques". El sistema político de los taínos era jerárquico, en el cual las islas fueron divididas en grupos, cada isla a su vez fue dividida en provincias gobernadas por jefes conocidos como caciques. Las provincias fueron a su vez fraccionadas en distritos dirigidos por un subjefe y cada pueblo fue gobernado por una especie de alcalde.
Rendían culto a los muertos, a quienes colocaban en bóvedas de piedra cubiertas de lajas.